# Metastelma eggersii
Metastelma eggersii är en oleanderväxtart som beskrevs av Rudolf Schlechter. Metastelma eggersii ingår i släktet Metastelma och familjen oleanderväxter. Inga underarter finns listade i Catalogue of Life.